# Aisha Gaddafi
Ayesha Gaddafi (ou Aisha, em árabe: عائشة القذافي,  nascida em 1976) é uma mediadora da Líbia e oficial militar,  antiga Embaixadora da Boa Vontade da ONU, e advogada de profissão. Ela é filha do ex-líder líbio Muammar Gaddafi e sua segunda esposa, Safia Farkash.
Uma advogada de profissão, em julho de 2004 obteve popularidade independente quando juntou-se ao grupo de advogados do presidente iraquiano Saddam Hussein.
Preside o grupo de caridade "Wa Ittassimou" (em árabe: وإعتصموا), que veio a defender Muntadhar al-Zaidi, conhecido por ter atirado um sapato no ex-presidente dos EUA, George W. Bush.
Foi Embaixadora da Paz pelas Nações Unidas até sua demissão em fevereiro de 2011, por ocasião da Resolução 1970 do Conselho de Segurança das Nações Unidas contra o governo de seu pai. Em 29 de Agosto do mesmo ano, enquanto os rebeldes ocupavam Tripoli, decide ir para a Argélia com os seus irmãos, para dar à luz a sua filha Safia.
Foi definida pela imprensa árabe como Claudia Schiffer árabe.